# Oncidium fuchsii
Oncidium fuchsii är en orkidéart som beskrevs av Willibald Königer. Oncidium fuchsii ingår i släktet Oncidium och familjen orkidéer. Inga underarter finns listade i Catalogue of Life.